# Carmen Cervera

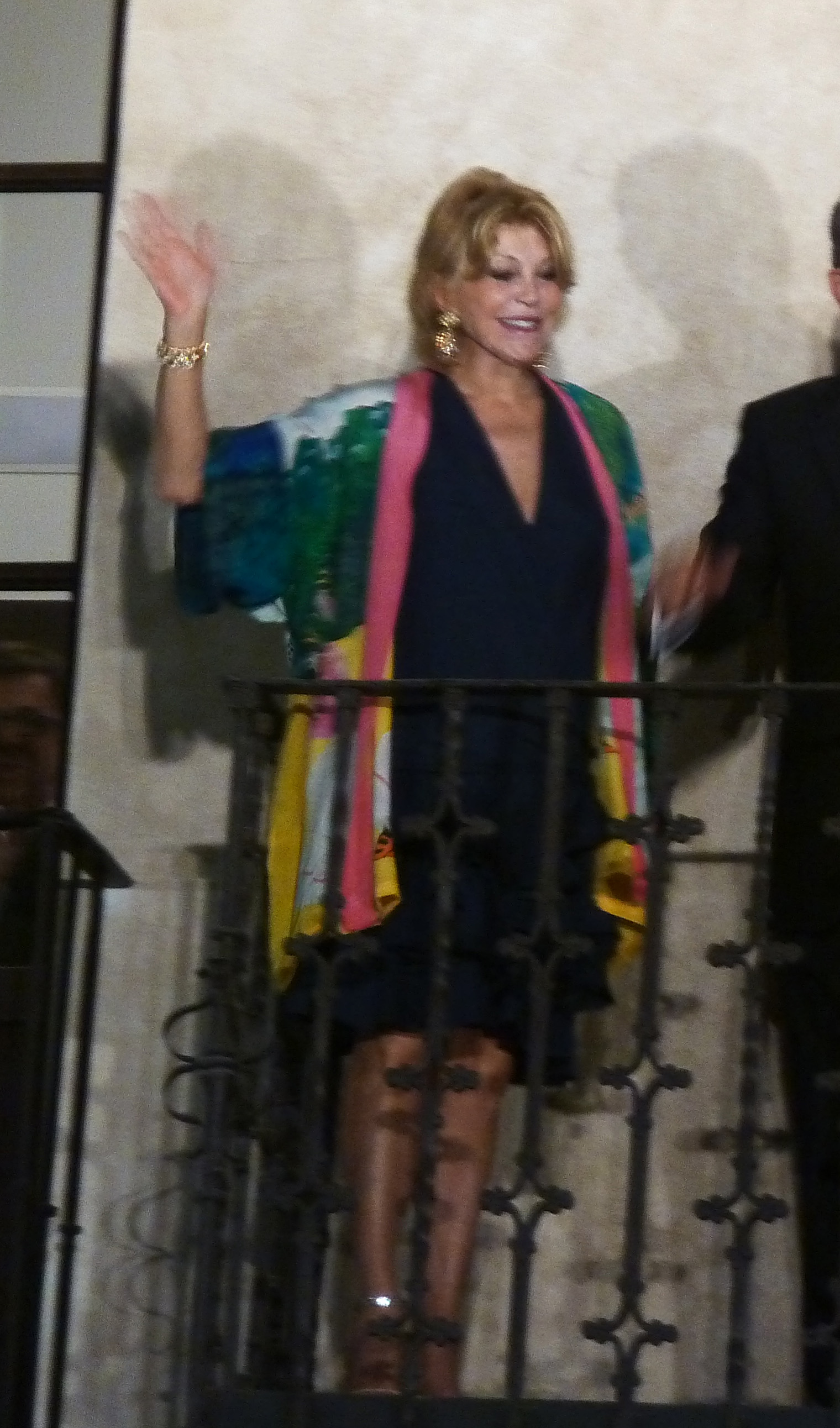
Carmen Cervera (2011)

Carmen Cervera (eigtl. María del Carmen Rosario Soledad Cervera Fernández), auch genannt Tita Cervera, Freifrau von Thyssen-Bornemisza oder Baroness Thyssen-Bornemisza (* 23. April 1943 in Sitges als Cervera Fernández), ist eine spanische Kunstsammlerin, die zuvor als Model und Filmschauspielerin bekannt wurde.

## Leben
Die Tochter eines katalanischen Vaters und einer navarresischen Mutter, die sich fünf Jahre nach ihrer Geburt scheiden ließen, besuchte Privatschulen in Barcelona und London sowie in der Schweiz. In England hatte sie eine Affäre mit dem französischen Rocksänger Johnny Hallyday. Gefördert von ihrer Mutter, gewann sie 1961 die Wahl zur Miss España, nachdem sie bereits Miss Cataluña geworden war, und begann eine Karriere als Model, nachdem die Zeitung La Vanguardia ein vielbeachtetes Interview mit ihr veröffentlicht hatte. Anschließend nahm sie am Wettbewerb für die Wahl zur Miss Universe in Hollywood teil, wo sie Dean Martin, Frank Sinatra und Marilyn Monroe kennenlernte. 1962 lernte sie Lex Barker bei einem Flug in die Schweiz kennen, den sie am 6. Mai 1965 heiratete. Zwischen 1966 und 1982 trat sie, auch als Tita Barker, in sieben Filmen als Schauspielerin auf. Mit Al Pacino soll sie in den siebziger Jahren eine Affäre gehabt haben. 1985 heiratete sie den Schweizer Kunstsammler und Industriellen Hans Heinrich Thyssen-Bornemisza de Kászon aus der Unternehmerfamilie Thyssen. Sie hatte großen Einfluss darauf, dass dessen bedeutende Kunstsammlung letztlich aus der privaten Villa Favorita in Lugano nach Madrid verlegt wurde (Museo Thyssen-Bornemisza).
In den 1980er und 1990er Jahren hatte sie einige wenig bedeutende Filmauftritte. Am 1. Oktober 2008 erhielt sie einen Stern auf dem Paseo de la Fama in Puerto Banús, einem spanischen „Walk of Fame“. Neben ihrem schillernden Privatleben und ihrer Rolle im internationalen Jetset, die bis heute für Aufmerksamkeit in der Boulevardpresse sorgt, hat sie sich einen Namen als Kunstsammlerin gemacht.

## Engagement in der Kunstszene
Durch ihren dritten Mann, Baron Thyssen, dessen fünfte Ehefrau sie war, gelangte Carmen in Berührung mit der internationalen Kunstszene. Dank ihres Einsatzes kam es 1986 zur ersten Ausstellung von Kunstwerken aus der Sammlung Thyssen-Bornemisza in der Biblioteca Nacional de España in Madrid und im Jahr darauf zu einer Werkschau in der Academia de San Fernando. Unter ihrem Einfluss entschied sich Thyssen schließlich für die Verlegung seines gesamten Kunstbesitzes nach Spanien, obwohl sich auch die britische Premierministerin Margaret Thatcher intensiv um die Ansiedlung der Sammlung in London bemüht hatte. 1992 wurde in Madrid das Museo Thyssen-Bornemisza eröffnet, schließlich verkaufte Thyssen den Großteil seines Kunstbesitzes an den spanischen Staat. Erbstreitigkeiten zwischen Carmen und den Kindern Thyssens aus früheren Ehen sorgten für einen langwierigen und kostspieligen Prozess auf den Bermudainseln, der erst kurz vor dem Tod ihres Gatten im Jahr 2002 durch einen Vergleich ein Ende fand.
2006 kritisierte sie öffentlich die aus ihrer Sicht umweltfeindlichen Umbaupläne der Madrider Regierung für den Paseo del Prado, obwohl der Neuentwurf auch dem Thyssen-Museum zugutegekommen wäre. Schließlich kam es auch hier zu einer gütlichen Einigung. Carmen Cervera hat selber eine Sammlung zusammengetragen: die Colección Carmen Thyssen-Bornemisza, die ebenfalls öffentlich in Madrid zu sehen ist, bislang allerdings als Leihgabe. Sie umfasst Gemälde vom 17. Jahrhundert bis zur Moderne, ihr Schwerpunkt liegt auf der spanischen Malerei des 19. Jahrhunderts, vor allem dem Costumbrismo. Teile der Sammlung spanischer Malerei sind seit 2011 im Museo Carmen Thyssen in Málaga zu sehen. Darüber hinaus zeigt die Sammlerin seit 2012 Werke ihrer Sammlung im Espai Carmen Thyssen im Kloster von Sant Feliu de Guíxols. Im Jahr 2012 verkaufte sie ein wertvolles Gemälde des englischen Künstlers John Constable, The Lock. Das Gemälde erzielte einen Weltrekordpreis für diesen Künstler, wie schon bei seinem Erwerb im Jahr 1990. Seit 2017 gibt es zudem das Museu Carmen Thyssen Andorra, in dem ebenfalls Wechselausstellungen zu sehen sind.
Steuerflucht
Da Spanien eine Vermögenssteuer auf Kunstwerke erhebt, müsste Cervera nach einem Bericht der Zeitung El Confidential jährlich ca. 13,5 Millionen Euro Steuern zahlen. Dokumente des im April 2013 veröffentlichten Offshore-Leaks sollen zeigen, dass Cervera über die Firma Nautilus Trustees Limited in der Steueroase Cook-Inseln, deren Inhaberin sie nach dem Bericht des El Confidential sein soll, diese Vermögenssteuer umgeht.

## Ehen und Nachkommen
Carmen Cervera war dreimal verheiratet:
1. 1965 ⚭ Lex Barker († 1973).
2. 1975 ⚭ Espartaco Santoni (annulliert wegen Bigamie des Ehemannes)
3. 1985 ⚭ Hans Heinrich von Thyssen († 2002)

1980 wurde ihr einziger leiblicher Sohn Borja geboren. Sein leiblicher Vater gilt als unbekannt, von Thyssen adoptierte ihn später. 2007 adoptierte sie zwei Zwillingsschwestern aus den USA.

## Filmografie
- 1966: Gern hab ich die Frauen gekillt
- 1967: Mister Dynamit – Morgen küßt Euch der Tod
- 1975: La maldición de la bestia
- 1977: Las alegres chicas de ‚El Molino‘
- 1977: Stacco (Quel pomeriggio maledetto)
- 1978: Missile X – Geheimauftrag Neutronenbombe (Allarme nucleare)
- 1982: El primer divorcio